# أوبرست
| أوبريست (هير/ لوفتفافه) |                  |
| \| \| \|                |                  |
| شعار الرتبة             | رتبة ضابط ألماني |
| تـأسست                  | 1956             |
| مجموعة الرتبة           | ضابط             |
| الجيش / القوات الجوية   | أوبريست          |
| البحرية                 | عقيد في البحر    |
| معادلها في الناتو       | OF-5             |
| الجيش                   | عقيد             |
| البحرية                 | نقيب بحري        |
|                         |                  |

أوبريست (تُلفظ بالألمانية: [ˈʔoːbɐst]) هي رتبة عسكرية في العديد من الدول الناطقة باللغة الألمانية والدول الاسكندنافية، تعادل رتبة العقيد. وتستخدم حاليا من قبل كل من القوات البرية والجوية في النمسا وألمانيا وسويسرا والدنمارك والنرويج. إن الرتبة السويدية överste هي ترجمة مباشرة للرتبة الألمانية، وكذلك الرتبة الفنلندية eversti والرتبة الأيسلندية isuric ofursti. في هولندا تستخدم الرتبة overste كمرادف للمقدم عقيد.

## معرض صور